# (29647) Poncelet
(29647) Poncelet est un astéroïde de la ceinture principale.

## Description
(29647) Poncelet est un astéroïde de la ceinture principale. Il fut découvert par Paul G. Comba le 17 novembre 1998 à Prescott. Il présente une orbite caractérisée par un demi-grand axe de 2,35 UA, une excentricité de 0,162 et une inclinaison de 2,03° par rapport à l'écliptique.
Il fut nommé en hommage au mathématicien français Jean Victor Poncelet (1788-1867).

## Compléments